# Katholieke Kerk in Curaçao

Curaçao

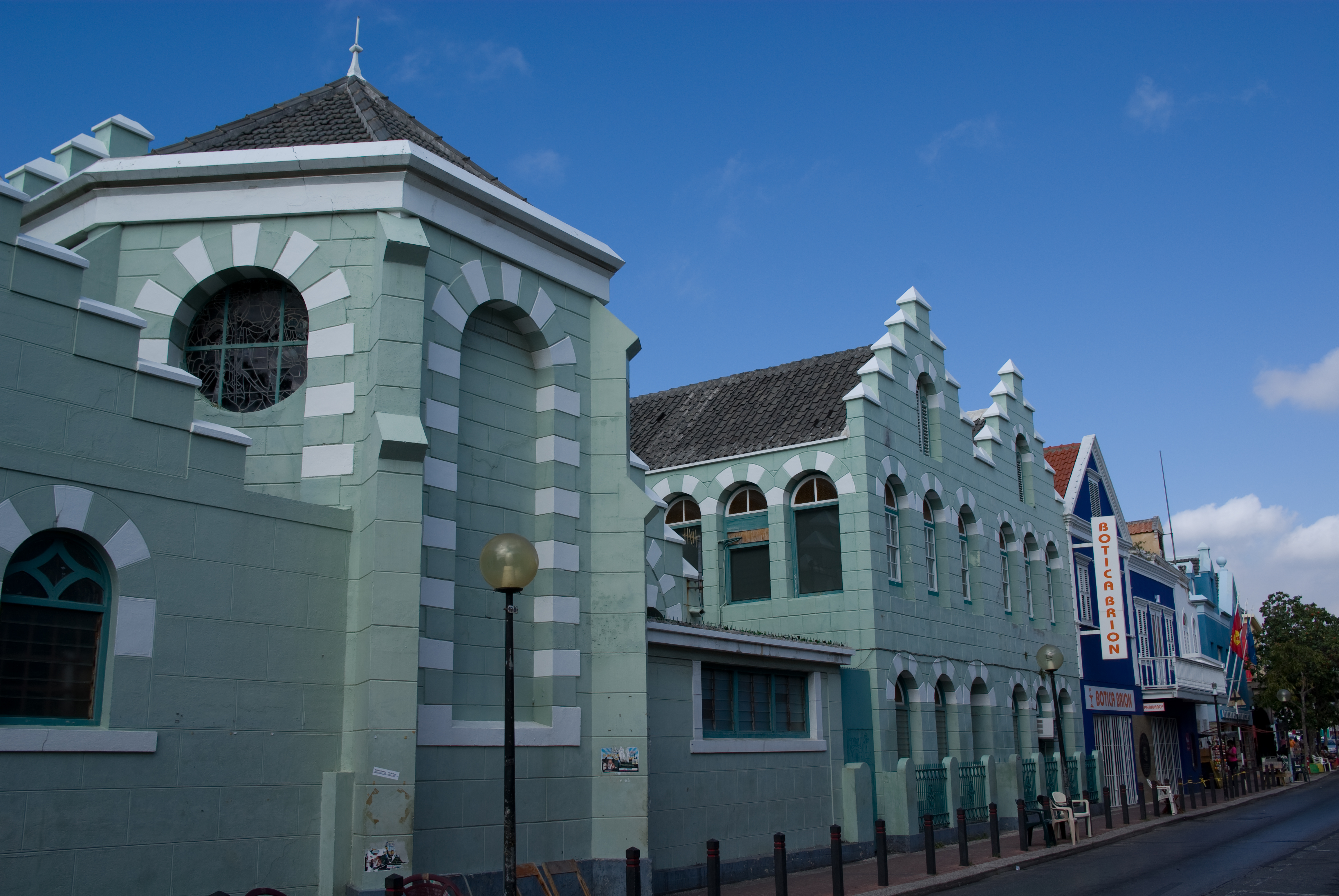
Basiliek Santa Ana

De Katholieke Kerk in Curaçao is een onderdeel van de wereldwijde Katholieke Kerk, onder het geestelijk leiderschap van de paus en de curie in Rome. Het bisdom Willemstad omvat naast Curaçao ook Aruba, Caribisch Nederland en Sint Maarten en maakt deel uit van het aartsbisdom Port of Spain op Trinidad en Tobago.

## Geschiedenis
Vanaf 1526 hebben Spaanse paters vanuit Venezuela het christendom gepredikt onder de inheemsen van Curaçao. Na de machtsovername door de Hollanders in 1634 werd het katholicisme formeel in de ban gedaan (zoals in de Republiek het geval was). In 1638 arriveerde de eerste calvinistische predikant. In 1705 echter richtte jezuïet Schabel een gehuurd huis in Willemstad tot kerk in. Oogluikend mocht hij daar dopen en sacramenten toedienen aan handelaren, zeevarenden en slaven. Om handelspolitieke redenen gaf de WIC, die veel Afrikanen invoerde, 'tijdelijke verblijfsvergunningen' aan katholieke priesters. De Spanjaarden kochten namelijk slechts katholieke slaven.
In de loop van de 18e eeuw volgden paters augustijnen, capucijnen en franciscanen van verschillende nationaliteiten. Zij moesten met de protestantse koloniale machthebbers op goede voet blijven en voorzichtig opereren. Al te succesvol prediken betekende dat je het eiland werd uitgezet, zoals de Jezuïetenpater Pauwels overkwam in 1720. Franciscanenpater Schink verliet uit eigen beweging het eiland na zijn vruchteloze bemiddelingspoging bij de slavenopstand van Tula in 1795.
Begin 19e eeuw volgde een instroom van Spaanse priesters die waren uitgeweken vanwege de revolutie in Colombia (onafhankelijkheidsstrijd onder leiding van Simón Bolívar). Deze katholieke voorgangers werden niet erkend door het Nederlandse gouvernement, maar wel gedoogd, vermits zij zich niet in het openbaar als priester toonden. Martinus Niewindt, de grondlegger van het bisdom Willemstad, trof bij zijn aankomst op Curaçao in 1824 zeven Spaanse priesters en werkte met hen samen. Er was toen nog maar één schamel kerkgebouwtje voor katholieken - meer was tot dan niet toegestaan.
In 1832 kocht de katholieke kerk plantage Barbara die toen vijf en veertig slaven had. In 1859, aan de vooravond van de emancipatie was dit aantal nog drie en twintig. De rol van de katholieke kerk groeide in de negentiende eeuw toen zij erin slaagde de protestantse koloniale staat te overtuigen van het belang van onderwijs aan slaafgemaakten, hetgeen naast catechese ook draaide om de verplichtingen jegens de meester, de naaste en de overheid. Vooral na het turbulente jaar 1848, met onrust onder de slaafgemaakten op de bovenwindse eilanden, ontstond er een nauwere relatie tussen de staat en de RK-kerk. Scholing was een middel om de vrede te bewaren en de eigendommen van de Europeanen te beschermen.
In 1854 werkten op elk van de zes Nederlandse eilanden (Curaçao, Aruba, Bonaire, St. Eustatius, Saba en St. Maarten) vaste seculiere priesters. In 1855 startte in Otrabanda het Sint-Elizabeth Hospitaal met één patiënt en drie zusters (franciscanessen van Breda). Aan de vooravond van de afschaffing van de slavernij waren er op Curaçao meerdere kerken, een klooster, een katholiek weeshuis en een katholieke lagere school. In 1878 werd Zaquito, een afzonderingsoord voor melaatsen geopend. In het onderwijs zijn in de loop der tijd verschillende religieuze orden actief geweest, waaronder de zusters franciscanessen van Roosendaal (vanaf 1842), fraters van Tilburg (vanaf 1886), zusters van Schijndel (vanaf 1920), de broeders van de Christelijke Scholen en de lekenbroeders kruisvaarders van Sint-Jan (vanaf 1937).
In 1868 wees paus Pius IX de Curaçaose missie toe aan de dominicanen of ‘predikheren’. Bisschop Henricus van Ewijk wijdde in 1882 in Otrabanda de nieuwe parochiekerk van de Heilige Rozenkrans in. In 1940 werd het gehele vicariaat bediend door ongeveer 50 priesters, bijna allen dominicanen, 100 broeders en 323 zusters, waaronder op Curaçao geborenen. In 1958, toen het vicariaat werd verheven tot bisdom en de rozenkranskerk een kathedraal werd, was Curaçao officieel geen missiegebied meer. De Dominicaner orde had een eeuw lang de bisschoppen van Willemstad geleverd, tot het aftreden van Joannes Holterman in 1973. Op dat moment trad de eerste bisschop van Curaçaose bodem aan, Wilhelm Ellis.

## Demografie
De indeling van de Curaçaose bevolking in kerkgenootschappen heeft lange tijd nauw samen gehangen met de huidskleurgroepen zoals die in de eerste helft van de negentiende eeuw in de bevolkingsstaten werden onderscheiden. Wie blank was, was protestants of joods, wie niet blank was hoorde bij de Rooms-Katholieke Kerk. In 1827 was de indeling van de bevolking naar religie als volgt: 12.265 rooms-katholieken, 1.676 protestanten en 783 joden. Niewindt schreef in 1828 over zijn parochianen:"Blanken worden onder dit getal [...] zeer weinig gevonden; de gemeente is alzoo meestal uit kleurlingen en negers zamen gesteld. In deze kolonie zijn alle slaven gedoopt en bijna allen in den R.K."  De maatschappelijke positie van de katholieken was omgekeerd evenredig aan hun aantal; zij vormden de onderste lagen van de bevolking. 
Van oudsher is de meerderheid van de bevolking op de ABC-eilanden katholiek en dit is nog altijd zo. Bij de volkstelling van 2001 was 80,1% van de Curaçaose bevolking katholiek.

## Bisschop
De bisschop neemt deel aan de bisschoppenconferentie van de Antillen, onder presidentschap van Patrick Christopher Pinder, aartsbisschop van Nassau (Bahama's). Verder is de bisschop lid van de Consejo Episcopal Latinoamericano.
Het bisschopsambt is sinds 7 januari 2025 vacant.
- Lijst van bisschoppen van Willemstad

## Apostolisch gedelegeerde
Apostolisch gedelegeerde voor de Antillen is aartsbisschop Santiago De Wit Guzmán, die tevens apostolisch nuntius is voor Antigua en Barbuda, de Bahama's, Barbados, Belize, Dominica, Grenada, Guyana, Jamaica, Saint Kitts en Nevis, Saint Lucia, Saint Vincent en de Grenadines, Suriname en Trinidad en Tobago.
- Lijst van apostolisch gedelegeerden voor de Antillen:
  - George Joseph Caruana (22 december 1925 - 1938)
  - Luigi Conti (1 augustus 1975 - 9 februari 1980)
  - Paul Fouad Tabet (9 februari 1980 - 11 februari 1984)
  - Manuel Monteiro de Castro (16 februari 1985 - 21 augustus 1990, later kardinaal)
  - Eugenio Sbarbaro (7 februari 1991 - 26 april 2000)
  - Emil Paul Tscherrig (8 juli 2000 - 22 mei 2004)
  - Thomas Edward Gullickson (2 oktober 2004 - 21 mei 2011)
  - Nicola Girasoli (29 oktober 2011 - 16 juni 2017)
  - Fortunatus Nwachukwu (4 november 2017 - 17 december 2021)
  - Santiago De Wit Guzmán (sinds 30 juli 2022)

## Missionarissen
Enkele bekende RK missionarissen te Curaçao zijn geweest:
- Jacobus Schink, Franciscaan (1748-1804)
- Martinus Niewindt, seculier (1796-1860)
- Jacobus Josephus Putman, seculier (1812-1883)
- Ferdinand Kieckens, seculier (1827-1893)
- Antonius van Koolwijk, Dominicaan (1836-1913)
- Michael Möhlmann, Dominicaan (1911-1969)
- Paul Brenneker, Dominicaan, (1912-1996)

## Archieven
Bij de opstand van 1969 is door brand een groot deel van de archieven van het bisdom Willemstad verloren gegaan.